# Otello (Rossini)
 (août 2024).
Si vous disposez d'ouvrages ou d'articles de référence ou si vous connaissez des sites web de qualité traitant du thème abordé ici, merci de compléter l'article en donnant les références utiles à sa vérifiabilité et en les liant à la section « Notes et références ».
Pour les articles homonymes, voir Othello.
Otello est un opéra en trois actes composé par Gioachino Rossini. L'œuvre est tirée de la tragédie Othello ou le Maure de Venise de 1792 de Jean-François Ducis. L'opéra fut présenté pour la première fois à Naples le 4 décembre 1816 au Teatro del Fondo.

## Présentation et accueil critique
Second d'une série de neuf opéras composé pour Naples par Rossini, il a pour librettiste Francesco Maria Berio di Salsa ; celui-ci n'a pas écrit le livret en se fondant directement sur la tragédie de Shakespeare, mais, comme il était de coutume en son temps, en s'appuyant sur des adaptations de l'époque.
La distribution de la première représentation comprenait Isabella Colbran (l'égérie de Rossini, qui l'épouse en 1822) dans le rôle de Desdémone et Andrea Nozzari dans celui d'Otello.
Malgré le désaccord d'une partie du public de la salle, en particulier à l'égard de la fin de l'œuvre, considérée comme excessivement tragique, l'opéra obtint aussitôt un grand succès. Représenté partout dans le monde (en substituant parfois à sa fin tragique une conclusion plus légère), il cède cependant le pas à l'opéra de Verdi ayant le même titre à la fin du XIXe siècle, mieux en accord avec le goût d'alors. 
À partir des années 1950, grâce à Rossini Renaissance, l'opéra apparut de nouveau sur les scènes des théâtres d'opéra, révélant une œuvre qui n'a rien perdu de sa valeur. En particulier, le troisième acte, qui renferme l'air célèbre Canzone del Salice (La Chanson du saule), est une des plus grandes créations rossiniennes.

## Résumé
L'opéra s'écarte largement de la pièce originale de Shakespeare, non seulement parce que l'action se déroule à Venise et non à Chypre, mais aussi parce que toute l'action dramatique se déroule de façon bien différente. Un compact disc de l'opéra, récemment publié par Opera Rara, inclut même une fin alternative joyeuse, ce qui était pratique courante pour les opéras à une certaine époque. Le rôle de Iago perd quelque peu son importance et est beaucoup moins diabolique que dans la pièce originale ou dans l'opéra de Verdi en 1887. L’Otello de Rossini est un jalon important de l'évolution de l'opéra en tant que drame musical, qui put offrir à Verdi un étalon duquel partir pour créer sa propre adaptation de Shakespeare.

## Rôles

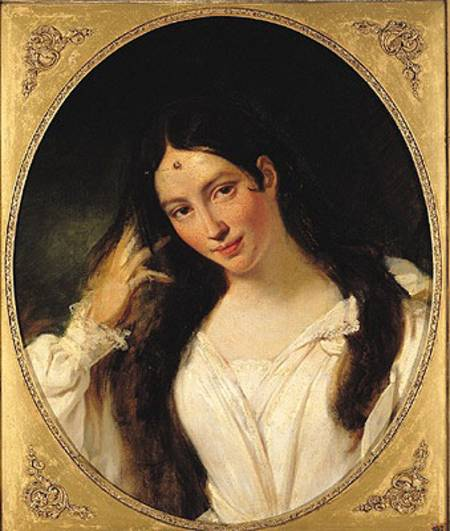
Maria Malibran dans le rôle de Desdémone, par François Bouchot (1834), Musée de la vie romantique, Paris

| Rôle             | Type de voix  | Titulaire lors de la première, le 4 décembre 1816 (Conductor: - ) |
| ---------------- | ------------- | ----------------------------------------------------------------- |
| Otello           | ténor         | Andrea Nozzari                                                    |
| Desdémone        | soprano       | Isabella Colbran                                                  |
| Roderigo         | ténor         | Giovanni David                                                    |
| Iago             | ténor         | Giuseppe Ciccimarra                                               |
| Emilia           | mezzo-soprano | Maria Manzi                                                       |
| Elmiro           | basse         | Michele Benedetti                                                 |
| Le Duc de Venice | ténor         | Gaetano Chizzola                                                  |
| Lucio            | ténor         | Nicola Mollo                                                      |
| Un gondolier     | ténor         | Nicola Mollo                                                      |

## Discographie sélective
- 1979 : José Carreras (Otello),  Frederica von Stade (Desdemona), Salvatore Fisichella (Rodrigo), Samuel Ramey (Elmiro), Gianfranco Pastine, Nucci Condo, ;Keith Lewis, Alfonso Leoz, Ambrosian Opera Chorus, Philharmonia Orchestra, direction musicale Jesús López Cobos (PHILIPS; rééd. Philips Classics 1992)
- 1999 : Bruce Ford, Elizabeth Futral, Ildebrando d'Arcangelo, William Matteuzzi, Juan José Lopera, Enkelejda, Shkosa, Ryland Davies, Dominic Natoli, Barry Banks, Geoffrey Mitchell Choir, Philharmonia Orchestra, David Parry (Peter Moores Foundation)